# Immanuel (Neufeld)
Die Windmühle Immanuel ist ein Erdholländer im Marner Neuenkoogsdeich, einem Ortsteil der Gemeinde Neufeld im schleswig-holsteinischen Landkreis Dithmarschen. Sie stand ursprünglich in Marne und wurde erst 1983 transloziert, das heißt an ihren neuen Standort übertragen. Unter der Objekt-ID 3399 ist die Mühle in der Liste der Kulturdenkmale in Neufeld (Dithmarschen) eingetragen. Die Anschrift lautet Püttenweg 2 in Neufeld.

## Geschichte

### „Alte“ Mühle von 1854
Im Jahr 1854 wurde auf dem alten Sophiendeich, der zum Kirchspiel Marne gehörte, ein Erdholländer mit Reetdach errichtet. Erbauer war der Mühlenbauer Paul Jebens. Statt der mit Segeln bespannten Flügel erhielt die Mühle schon kurz nach ihrer Inbetriebnahme Jalousieflügel, die sich während des Laufs verstellen lassen, um die Drehzahl je nach Windstärke gleichmäßig zu halten.
1907 wurde ein Petroleummotor eingebaut, um die Mühle auch bei Windstille betreiben zu können. Bei einem durch einen Kurzschluss ausgelösten Brand wurde 1936 die historische Mühle vernichtet.

### Versetzung einer Mühle aus Marne nach Neufeld
Der Standort im Marner Neuenkoogsdeich, zugehörig zur Gemeinde Neufeld, lag seither fast ein halbes Jahrhundert brach, bis der Bildhauer Klaus Wiethoff 1983 die Mühle Immanuel dorthin translozieren ließ. Sie stand ursprünglich in der Königstraße in Marne. Sie war 1845 ebenfalls von Paul Jebens errichtet worden und am ursprünglichen Standort bis 1959 in Betrieb, bevor sie verfiel. In Verbindung mit der Aufstellung an ihrem neuen Platz wurde sie saniert.
Heute dient die Windmühle dem Eigentümer als Galerie. Es finden regelmäßig Ausstellungen mit zeitgenössischer Kunst statt.

## Ausstattung
Die komplette Einrichtung der Mühle ist erhalten, ebenso ein unterirdischer Gang. Auch die Windrose und die Jalousieflügel existieren noch. Die Kunstgalerie ist im Keller eingerichtet.
Um die Flügel nach der Windrichtung auszurichten, war Immanuel zunächst mit einem Steert ausgestattet, der 1918 durch eine Windrose ersetzt wurde.